# Wilkinson Sword

Logo

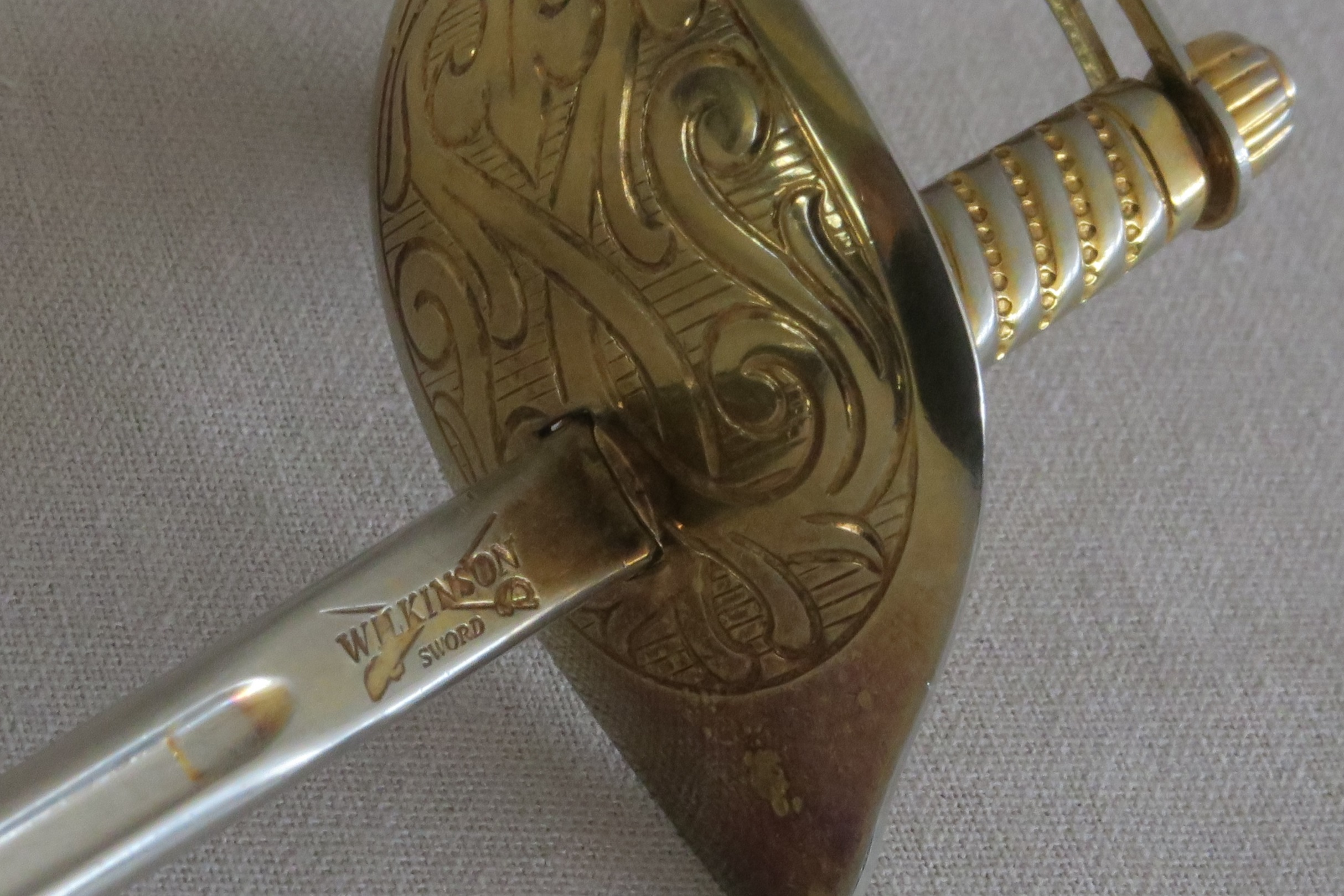

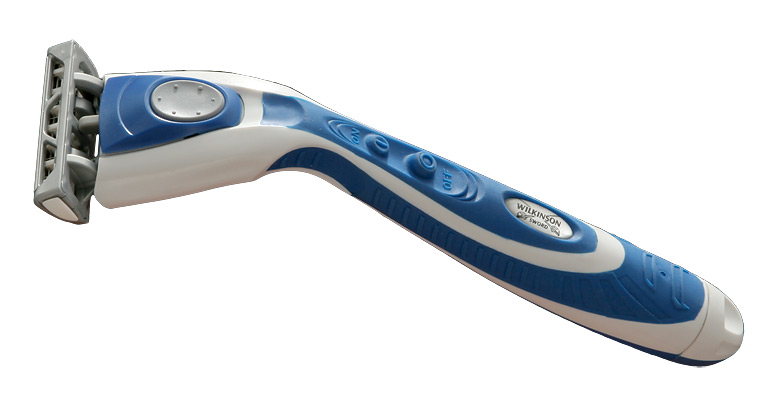
Moderner Wilkinson-Rasierer Quattro Titanium Energy

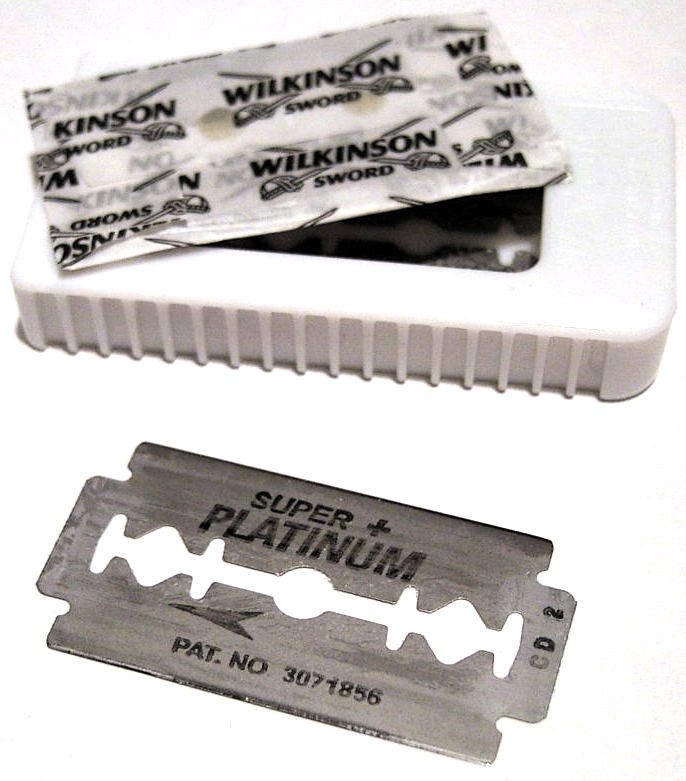
Rasierklingen, mit und ohne Verpackung

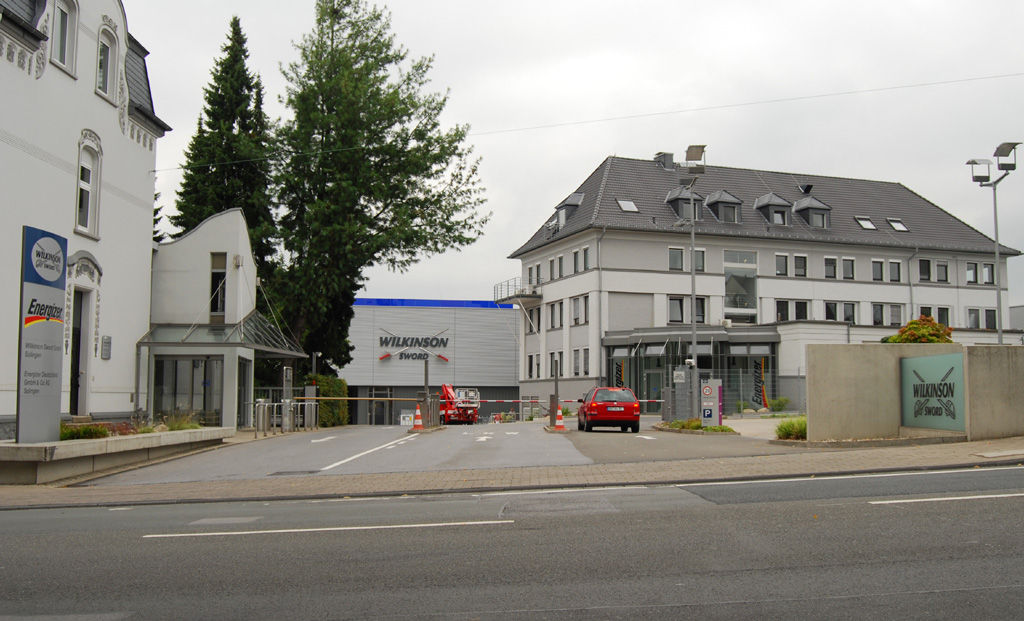
Deutscher Firmensitz in Solingen

Wilkinson Sword ist ein britischer Hersteller von Rasierklingen. Das Unternehmen gehört seit 2015 dem US-Konzern Edgewell Personal Care.
Das Unternehmen wurde 1772 von Henry Nock gegründet. Der deutsche Firmensitz befindet sich in Solingen, ein Werk mit etwa 500 Mitarbeitern (Stand 2016). Ein weiteres Werk befindet sich im tschechischen Teplice.

## Unternehmensgeschichte
Der Gründer, Henry Nock, absolvierte eine Ausbildung als Pistolenmacher in Birmingham und war ein innovativer Erfinder. Nachdem er sich in London niedergelassen hatte, war er als Hersteller von Feuerwaffen für Militär und Sport tätig.
1804 war die Ernennung Nocks zum Büchsenmacher Georges III. der Anfang der Geschäftsbeziehungen zwischen Wilkinson Sword und dem englischen Königshaus, die bis heute andauern. Nach Nocks Tod im selben Jahr übernahm sein Schwiegersohn und ehemaliger Lehrling James Wilkinson das Geschäft. Unter Wilkinsons Sohn Henry wuchs das Unternehmen und erweiterte nach einem Umzug innerhalb Londons das Sortiment, das bis dahin Bajonette und Feuerwaffen umfasste, um Schwerter. 1877 zog das Unternehmen ein weiteres Mal um, diesmal in größere Räumlichkeiten in Chelsea. 1879 erfolgte die Gründung einer Gesellschaft mit dem Namen The Wilkinson Sword Co Ltd.
Ab den 1890ern erweiterte das Unternehmen sein Sortiment kontinuierlich, und zur Jahrhundertwende war es auf über 5000 Produkte angewachsen – von Bajonetten über Schreibmaschinen bis zu Rasierklingen und den 1898 eingeführten Rasierhobeln. Später kamen auch Fahrräder, Motorräder und Autos hinzu. Während Rüstungsgüter im Ersten Weltkrieg den Hauptteil der Produktion ausmachten, setzte Wilkinson Sword danach die im Krieg ausgesetzte Produktion der Rasierer fort und nahm auch Gartengeräte ins Sortiment auf. Im Zweiten Weltkrieg verschob sich der Fokus der Produktion wieder auf kriegswichtige Güter wie Flugabwehrgeschütze und schusssichere Westen. Die Rückkehr zur Herstellung von Rasierern wurde durch Metallknappheit verzögert.
Der Wendepunkt für das Unternehmen kam 1956, als es die erste zweischneidige Rasierklinge aus rostfreiem Stahl auf den Markt brachte. Diese und die teflonbeschichtete Super Sword Edge 1961 erwiesen sich als Durchbruch im Markt, und der Marktanteil wuchs von zwei Prozent im Jahre 1961 auf fünfzig Prozent im Jahre 1970. Wilkinson Sword übernahm in dieser Zeit auch die alteingesessene Solinger Firma Osberghaus, die mit etwa 200 Beschäftigten zu den größten Klingenherstellern im Ort gehörte, und zählt heute im Zentrum der deutschen Schneidwarenindustrie zu den größten Arbeitgebern. 1971 brachte Wilkinson mit Bonded den weltweit ersten Systemrasierer heraus. 1992 kam dann mit dem Protector der erste Rasierer mit durch Drähte geschützten Klingen heraus. Seitdem liefert sich Wilkinson mit Gillette einen harten Wettbewerb um Marktanteile, und beide statten die Geräte mit immer mehr Klingen, Feuchtigkeitsstreifen und ausgefeilterer Mechanik aus.
Im Laufe der Jahre wurde Wilkinson Sword mehrfach ge- und verkauft. So fusionierte das Unternehmen im zwanzigsten Jahrhundert mit der Firma des Erfinders des elektrischen Rasierers – dem Amerikaner Jacob Schick – zu Schick-Wilkinson Sword. Diese Firma wurde später vom Pharmaunternehmen Warner-Lambert gekauft und ging bei deren Fusion mit dem Pharmaunternehmen Pfizer Inc. 2000 an dieses über. Pfizer wiederum verkaufte Anfang 2003 Schick-Wilkinson Sword an die  Energizer Holdings, Inc. (bekannt durch den Batteriehersteller Energizer) weiter.
Neben dem allgemein bekannten Bereich des Rasierzubehörs stellt Wilkinson Sword auch Rasierpflege- sowie Maniküre- und Pediküreprodukte her und war bis September 2005 im namengebenden Segment, der Fertigung von Schwertern, tätig.
Die Rasierer von Schick-Wilkinson Sword werden auf dem nordamerikanischen, australischen, asiatischen und südafrikanischen Markt unter der Marke Schick, auf anderen Märkten unter der Marke Wilkinson Sword vertrieben.

## Fahrzeugproduktion

### Automobile
Das Unternehmen stellte zwischen 1903 und 1904 das Modell 24 HP her. Dies war eine Lizenzfertigung des Modells 24/30 CV von De Cosmo. Der Vierzylindermotor war vorne im Fahrzeug montiert und trieb über eine Kardanwelle die Hinterachse an. Das Getriebe hatte drei Gänge.
Nach einer mehrjährigen Pause erschien erst 1912 das nächste Modell, der 7 HP. Der wassergekühlte Vierzylindermotor dieses Kleinwagens stammte aus dem Wilkinson-Motorrad und verfügte über 848 cm³ Hubraum. Nur wenige Exemplare entstanden bis 1913. Deemster nahm dieses Modell als Basis für seine eigene Automobilproduktion.

### Motorräder

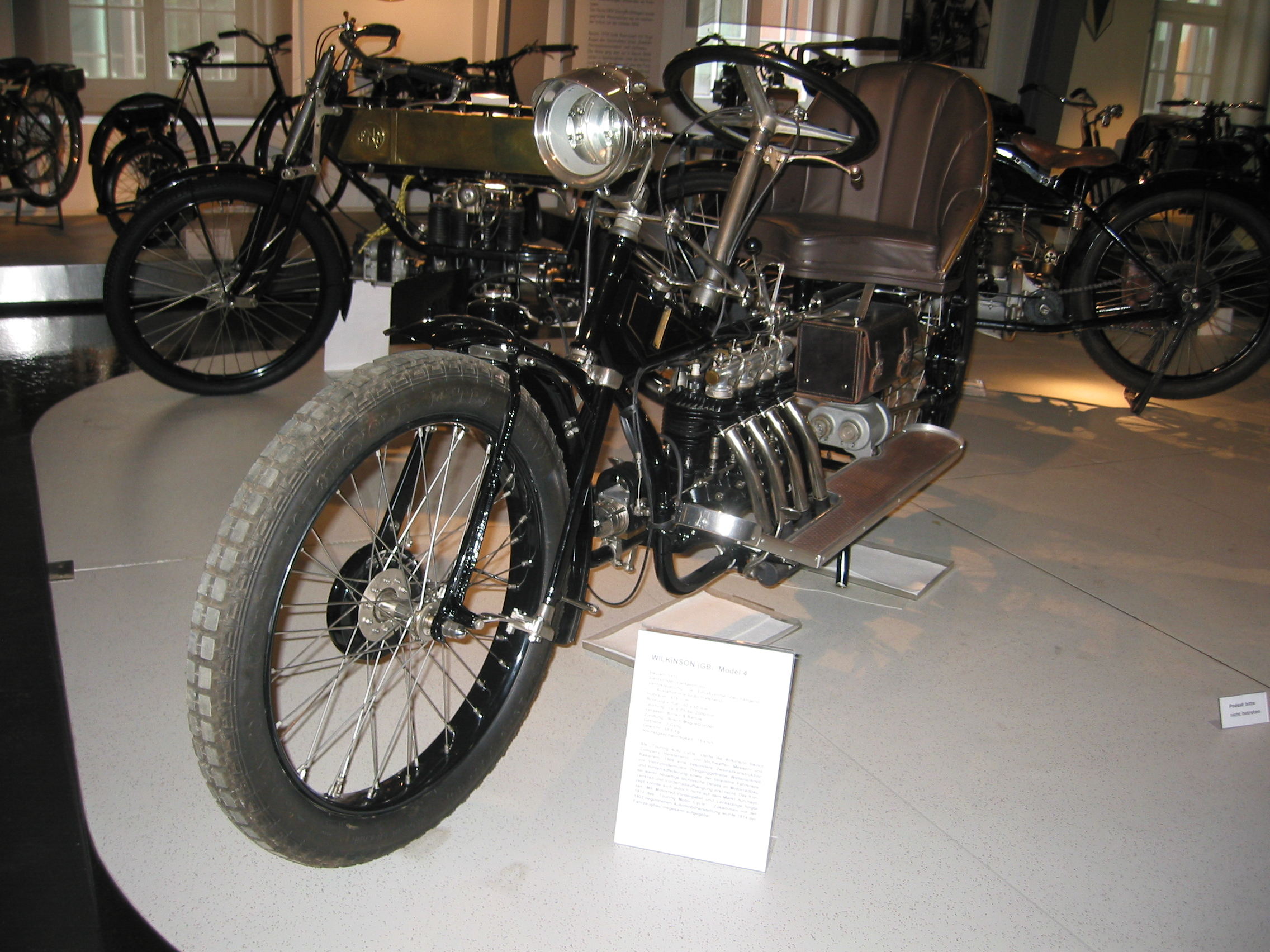
Wilkinson Motorrad von 1910

Zwischen 1903 und 1916 stellte das Unternehmen auch Motorräder mit Ein-, Zwei- und Vierzylindermotoren her.

## Belege
1. ↑  Wilkinson baut 114 Stellen ab  In: RP Online, 18. Februar 2016.
2. ↑  Ingeborg Haase: Duell mit Rasierklingen. In: Die Zeit, 26. Februar 1965.